# تارو إيشيدا
تارو إيشيدا (باليابانية: 石田太郎) هو مؤدي صوت وممثل ياباني، ولد في 16 مارس 1944 في كيوتو في اليابان، وتوفي في 21 سبتمبر 2013 في ساغاميهارا في اليابان بسبب نوبة قلبية.

## الأعمال

### أفلام
| السنة | العنوان       | الدور           |
| ----- | ------------- | --------------- |
| 1989  | الشرطي العنيف | المحقق توموساتو |
| 1996  | أويشينبو      | كويزومي         |
| 2008  | أوكوريبيتو    | سونيزاكي        |

### مسلسلات
| السنة | العنوان | الدور |
| ----- | ------- | ----- |
| 1983  | أوشين   |       |

### أفلام أنمي
| السنة | العنوان                                     | الدور |
| ----- | ------------------------------------------- | ----- |
| 1979  | لوبين الثالث: قلعة كاجليسترو                |       |
| 1986  | قبضة نجم الشمال : أسطورة المنقذ نهاية القرن |       |
| 1988  | أكيرا                                       |       |
| 1997  | المحقق كونان: العد التنازلي لناطحة السحاب   |       |

### مسلسلات أنمي
| العنوان             | الدور                    |
| ------------------- | ------------------------ |
| بلاك جاك            | تورانومون                |
| المحقق كونان        | مفتش الشرطة راديش ريدوود |
| غيغيغي نو كيتارو    | نخبة مصاصي الدماء جوني   |
| إخوة الفضاء         | دينيل يونغ               |
| أسطورة أبطال المجرة | هايدريش لانغ             |

## وصلات خارجية
- تارو إيشيدا على موقع IMDb (الإنجليزية)
- تارو إيشيدا على موقع ألو سيني (الفرنسية)
- تارو إيشيدا على موقع أول موفي (الإنجليزية)
- تارو إيشيدا على موقع قاعدة بيانات الأفلام السويدية (السويدية)
- تارو إيشيدا على موقع قاعدة بيانات الفيلم (الإنجليزية)
- تارو إيشيدا على موقع كينوبويسك (الروسية)
- تارو إيشيدا على موقع ANN person (الإنجليزية)